# Chilca
Chilca – wieś andyjska w środkowym Peru, położona na wysokości ponad 3500 m n.p.m.
W jej pobliżu, w jaskini, odnaleziono zmumifikowane w sposób naturalny ciała dwóch mężczyzn, kobiety i dziecka. Byli oni bardzo krzepkiej budowy – jeden z mężczyzn liczył 175 cm wzrostu.